# Massing

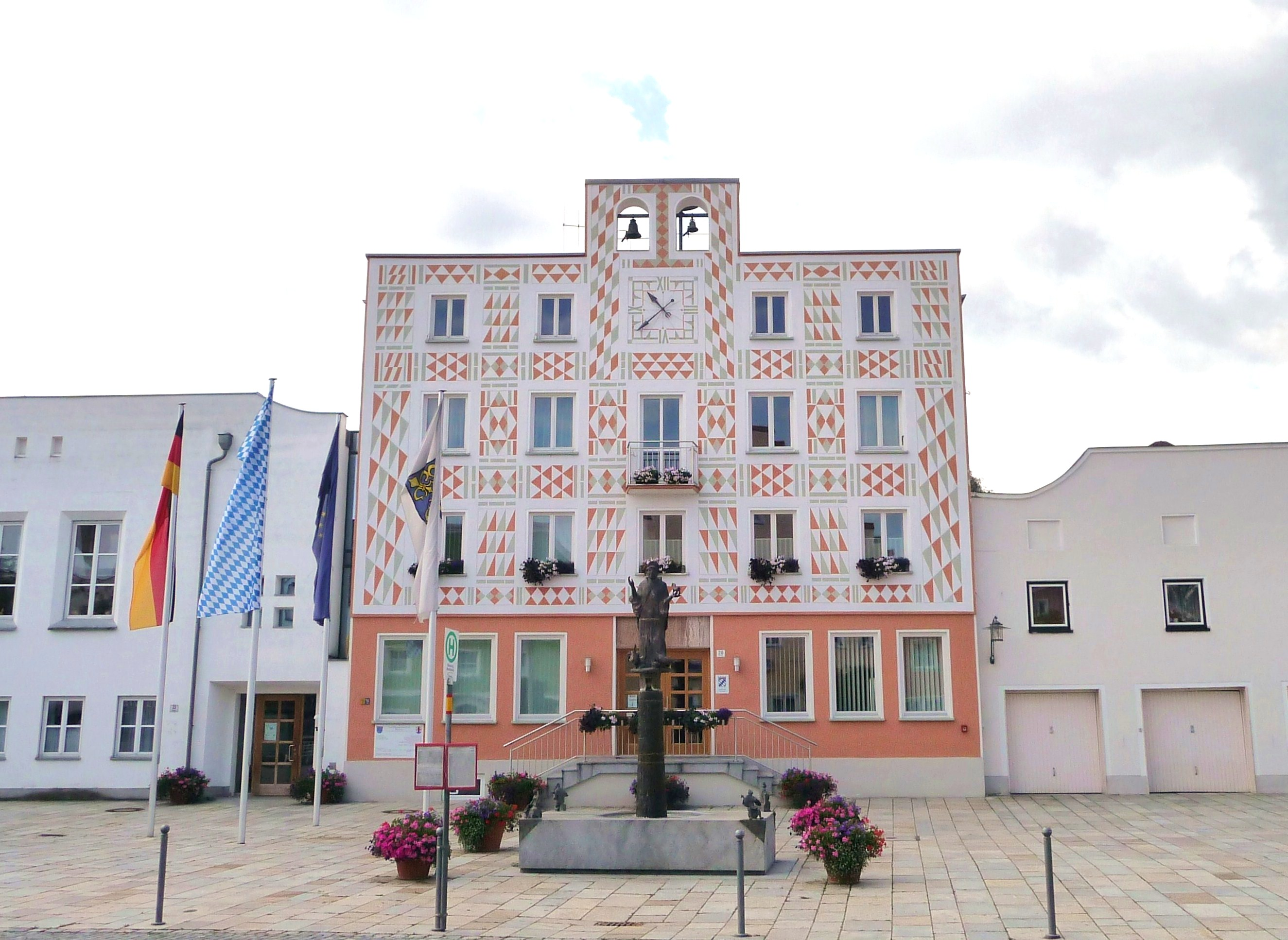
Massing

Massing este o comună-târg din districtul Rottal-Inn, regiunea administrativă Bavaria Inferioară, landul Bavaria, Germania.